# Zonde (christendom)

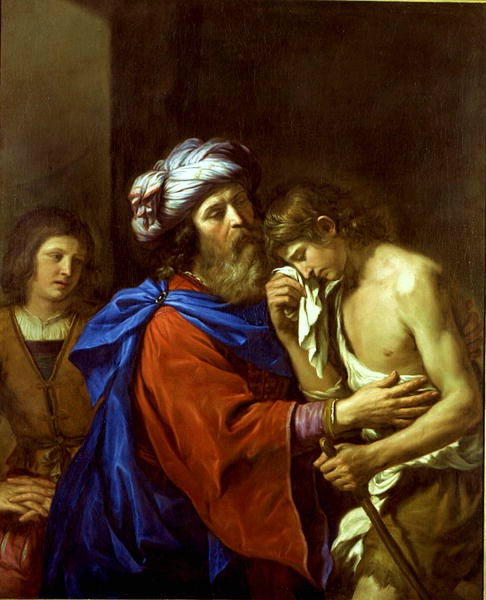
'De terugkeer van de verloren zoon', in 1651 geschilderd door de Italiaan Guercino

Zonde (Grieks: ἁμαρτία, hamartia, "het missen van het doel") is een centraal begrip in het christendom en kan zowel de onvolmaakte staat van de van God gescheiden mens aanduiden als een overtreding van Gods geboden en verboden. Het Nieuwe Testament staat voor een belangrijk deel in het teken van vergeving van zonden, aangezien alle mensen zondig zijn, d.w.z.: zonden begaan, als gevolg van de zondeval.
Binnen de verschillende christelijke stromingen verschilt de interpretatie van welke daden een zonde zijn en hoe zonden kunnen worden vergeven; zo kent men alleen binnen het katholicisme bijvoorbeeld de biecht. Bij alle stromingen staat echter centraal dat vergeving alleen mogelijk is door geloof in Jezus Christus, het "lam van God, dat de zonde van de wereld wegneemt" (Johannes 1:29).

## Zonde in het Nieuwe Testament
In het Nieuwe Testament wordt onder zonde niet enkel een daad van overtreding verstaan, maar zonde blijkt een macht te zijn, een sfeer die de mens omvat en beheerst. De mens is onder die macht een slaaf of knecht van de zonde. Zonde wordt in het Nieuwe Testament vaak besproken in de context van de vergeving van zonden.

### Evangeliën
De evangeliën gaan ervan uit dat ieder persoon zondig is, waardoor grofweg twee concepten van zonde onderscheiden kunnen worden:
Matteüs en Lucas zien "zonden" in de concrete betekenis als een individueel ethisch-moreel wangedrag, zoals ook in het Onzevader. Meestal wordt zonde gebruikt in het meervoud en ze worden als tegenstelling gebruikt ten opzichte van de Christus, die kwam om zijn volk van hun zonden te verlossen (Matteüs 1:21; Lucas 5:32). In dit proces verdeelt de mensheid zich in rechtvaardigen en zondaars, waarbij Jezus specifiek voor de laatsten kwam.
Johannes 16:9 beschouwt de zonde als het ongeloof van de wereld, die gevangenschap, kindschap van de duivel, geestelijke blindheid, eigenliefde en haat insluit. Het gevolg van de zonde is, net als bij Paulus, de dood. "Het johannitische denken over de zonde is ingebed in het concept van een geschil tussen de openbaarder en de ongelovige wereld, waarin Christus naar voren komt als een gerechtvaardigde, maar de wereld is veroordeeld vanwege hun zonden." De parakleet neemt vervolgens de rol van aanklager en rechter van de zondige wereld op zich.

### Paulus
Voor Paulus heeft de zonde naast een individuele, ook een structurele dimensie, maar deze kan door God worden verbroken (Galaten 3:22). Hij spreekt over zonde in het enkelvoud. "De zonde is voorafgaand aan ieder menselijk bestaan een dodelijke kracht [...] De mens bevindt zich altijd in het rijk van zonde en dood en is verstrikt in een onheilssituatie, die hij zelf niet heeft veroorzaakt. Als lid van de mensheid wordt hij beïnvloed door de kracht van zonde." Toch is deze vorm van zonde niet alleen dodelijk, maar ook een daad waarvoor iemand zich moet verantwoorden (Romeinen 14:23).

## Definities van zonde
In het Nieuwe Testament worden verschillende zaken concreet veroordeeld (maar zelden expliciet zonde genoemd), zoals "boze gedachten, moord, overspel, ontucht, diefstal, valse getuigenissen en laster" (Matteüs 15:18-19), "hebzucht, kwaadaardigheid, bedrog, ... afgunst, ... hoogmoed, dwaasheid" (Marcus 7:20-23), "afgoderij en toverij, vijandschap, tweespalt, jaloezie en woede, gekonkel, geruzie en rivaliteit, ... bras- en slemppartijen" (Galaten 5:19-21), "lage begeerten, ... drift ... en schelden" (Kolossenzen 3:5-9).
Op basis hiervan beschouwen sommige christenen zaken die niet expliciet als zonde worden bestempeld toch als zondig, bijvoorbeeld echtscheiding - omdat Jezus zei dat wie zijn vrouw verstoot en een ander trouwt, overspel pleegt en overspel expliciet wordt veroordeeld (Matteüs 19:9). Binnen christelijke stromingen zijn grote verschillen welke zaken al dan niet als zondig worden beschouwd, inclusief zaken die door technologische vooruitgang mogelijk zijn geworden. Bekende splijtzwammen zijn bijvoorbeeld homoseksualiteit, seks voor het huwelijk, abortus, euthanasie, genetische manipulatie en het accepteren van medische behandelingen in het algemeen of heel specifiek (zoals inentingen of bloedtransfusie). Een heel strikte opvatting van wat zondig is, hangt vaak samen met christenfundamentalisme.

### Soorten zonde
Zonde gaat in het christendom verder dan het alleen maar doen van zonden, de mens wordt vanwege de zondeval ook beschouwd als een wezen met een zondige natuur en daardoor met een hang naar de zonde. Voorts brengt de zonde en de zondige staat van de mens een scheiding tussen deze mens en God teweeg. Uiteindelijk leidt de zonde daarom naar de dood (zowel in lichamelijke als in geestelijke zin). Een voorbeeld van deze opvatting staat in Romeinen 6:23, waar over zonde in het algemeen wordt gesproken. De dood staat tegenover het leven dat Christus aan de gelovigen geeft.
Het komt voor dat zonden naar gradaties worden ingedeeld. Zo noemt 1 Johannes 5:16-17 een bijzondere categorie, de zogeheten doodzonde: "zonde die tot de dood leidt". Welke zonde hij daarmee precies bedoelde, schreef hij niet, maar blijkbaar gaat het hierbij om die zonde waarbij men God definitief de rug toekeert. Men verliest dan het 'genadeleven' en is dus als het ware geestelijk dood.
Een andere categorie zijn de zeven hoofdzonden: hoogmoed, hebzucht, lust, jaloezie, onmatigheid, wraak en luiheid; dit zijn echter in theologische zin geen zonden, maar karaktereigenschappen waaruit zonde kan voortvloeien.

## De mens als zondaar
De zonde behoort - volgens veel christenen -  oorspronkelijk niet tot de wereld. Cornelius Plantinga noemde de zonde een 'anomalie, een indringer, een beruchte ongenode gast'. Dat de zonde niet tot de structuur van ons mens-zijn behoort, betekent dat mensen er van verlost kunnen worden. Arnold van Ruler noemde dit een van de zonnigheden van de zonde. Hans Küng zegt in wezen hetzelfde: "De Geloofsbelijdenis (Apostolicum) zet onmiddellijk een positief accent: ze gaat uit van de zondigheid van de mens, maar zegt meteen dat de zonden vergeven kunnen worden." Het fundamentele verschil tussen de schepping en de zonde kan christenen volgens Gijsbert van den Brink en Kees van der Kooi bewaren voor pessimisme of optimisme.
De protestantse Heidelbergse Catechismus stelt dat mensen door de erfzonde 'onbekwaam tot iets goeds en geneigd tot alle kwaad' zijn. Het is belangrijk om hierbij niet te vergeten dat het hier om een theologische uitspraak gaat en niet om een psychologische uitspraak. De mens is onbekwaam om de relatie met God te herstellen, maar dat wil niet zeggen dat mensen geen goede dingen kunnen doen.
Volgens de lutherse theoloog Gustaf Aulén (1879-1977) is zonde een ander woord voor egocentrisme: "Zonde is datgene, wat de levensgemeenschap met God verbreekt. We kunnen het wezend der zonde dus aanduiden als ongeloof. De betekenis hiervan komt het duidelijkst uit, als de we onder geloof verstaan, dat de mens door de Goddelijke liefdewil onderworpen en geregeerde wordt. Het wezen van de zonde bestaat dan daarin, dat de mens niet door God geregeerd wordt, maar door iets, dat van Hem gescheiden is, m.a.w., de zonde treedt op als een - beperkte of wijdere - egocentriciteit. (...) [Z]ij is verkeerde wilsrichting."

## Zoenoffer en wedergeboorte
Tegenover de zonde staan de begrippen vergeving, verzoening en verlossing. Christenen geloven dat Jezus zijn leven als zoenoffer gaf aan het kruis, om als plaatsvervanger de straf voor de menselijke zonden op zich te nemen en de relatie tussen de gelovige zondaar en God te herstellen.
De hoofdstromingen binnen het christendom leren dat de verzoening met God, en dus vergeving en verlossing van zonden en het verkrijgen van eeuwig leven, enkel mogelijk is door het geloof in dit offer en in het verlengde daarvan in het aanvaarden van Jezus als messias en het navolgen van hem. Deze aanvaarding duiden sommige christenen (met name die in calvinistische, evangelische, charismatische en pinksterkringen) ook wel aan met de term "wedergeboorte", waarmee wordt bedoeld dat men niet alleen een vergeven persoon wordt maar ook een andere innerlijke natuur krijgt, namelijk één die op God is gericht.